# Olímpico Clube
L'Olímpico Clube és un club de futbol brasiler de la ciutat de Manaus a l'estat d'Amazones.

## Història
El club va ser fundat el 17 d'octubre de 1938. L'Olímpico guanyà el Campionat amazonense els anys 1944, 1947 i 1967.

## Palmarès
- Campionat amazonense:
  - 1944, 1947, 1967

## Estadi
Olímpico Clube juga els seus partits a l'Estadi Parque Amazonense. Té una capacitat per a 12.000 espectadors.